# نادي فولن
نادي فولن 1904 لكرة القدم (بالألمانية: Fußballclub Wohlen 1904) نادي كرة قدم سويسري يلعب في دوري التحدي السويسري. تم تأسيس النادي في عام 1904.

## روابط خارجية
- FC Wohlen